# Três Ave Marias
As Três Ave Marias são uma prática devocional católica romana tradicional de recitar a Ave Maria como uma petição de pureza e outras virtudes. Os cristãos recomendam que seja rezado pela manhã ao acordar e antes de dormir, após o exame de consciência à noite. Esta devoção foi recomendada pelo Santo Antônio de Lisboa, Afonso de Ligório, Dom Bosco e Leonardo de Porto Maurício. Diz-se que duas santas, Matilde de Hackeborn e Gertrudes, a Grande, receberam revelações da Bem-Aventurada Virgem Maria sobre esta prática. É uma prática comum para os católicos oferecer três Ave-Marias para qualquer problema ou petição.

## História
A prática de recitar a Ave Maria três vezes data pelo menos do século XII. Um dos primeiros a praticá-la e recomendá-la foi Santo Antônio de Lisboa (1195–1231). Seu propósito era "honrar a imaculada virgindade de Maria e preservar uma perfeita pureza de mente, coração e corpo em meio aos perigos do mundo". A prática de rezar três Ave-Marias à noite em algum lugar próximo ao pôr do sol se generalizou em toda a Europa na primeira metade do século XIV e foi recomendada e tolerada pelo Papa João XXII em 1318 e 1327.
Muitos santos praticaram e recomendaram a devoção das "Três Ave Marias", como, por exemplo, Leonardo de Porto Maurício, Boaventura, João Berchmans, João Maria Vianney, Estanislau Kostka, Luís Maria Grignion de Montfort, João da Cruz, João Batista de Rossi, Gerardo Majella, Gabriel Possenti, Afonso de Ligório, Gemma Galgani, Josemaría Escrivá de Balaguer e Marcellin Champagnat. Esta prática foi observada pelos franciscanos e acabou se desenvolvendo no Toque das Trindades.
A devoção das Três Ave-Marias foi difundida pelo reverendo João Batista de Blois, que fundou a Confraria das Três Ave-Marias. O Papa Leão XIII concedeu indulgência aos que praticam a devoção das Três Ave-Marias e o Papa Bento XV elevou a Confraria das Três Ave-Marias à Arquiconfraria das Três Ave-Marias.